# Función booleana simétrica
En matemática discreta, una función booleana simétrica es una función booleana cuyo valor no depende de la permutación de sus bits de entrada, es decir, sólo depende del número de unos en la entrada.
Un caso particular de funciones booleanas simétricas es la función paridad, cuyo valor es un solo si el vector entrada tiene un número par de unos.